# Floydův–Warshallův algoritmus
Floydův–Warshallův algoritmus (známý také jako Royův–Floydův algoritmus) je počítačový algoritmus používaný pro nalezení nejkratších cest v orientovaném grafu s hranami obecných vah. Jediný průchod algoritmu spočte nejkratší cestu mezi všemi dvojicemi vrcholů. Floydův–Warshallův algoritmus je typickým příkladem dynamického programování. Algoritmus poprvé popsali Robert Floyd a Stephen Warshall.

## Algoritmus
Floydův–Warshallův algoritmus porovnává všechny možné cesty v grafu mezi všemi dvojicemi vrcholů. Pracuje tak, že postupně vylepšuje odhad na nejkratší cestu do té doby, než projde všechny možnosti.
Mějme graf {\displaystyle G} s vrcholy {\displaystyle V} očíslovanými 1 až N. Dále mějme funkci {\displaystyle nejkratsiCesta(i,j,k)}, která vrací nejkratší možnou cestu z {\displaystyle i} do {\displaystyle j} s použitím pouze vrcholů 1 až {\displaystyle k} jako mezivrcholů. Pomocí této funkce chceme najít nejkratší cestu mezi všemi dvojicemi {\displaystyle i} a {\displaystyle j} s použitím mezivrcholů 1 až {\displaystyle k+1}.
Na nejkratší cestu máme dva kandidáty: buď je nejkratší cesta v množině vrcholů {\displaystyle (1...k)}, nebo existuje cesta jdoucí z {\displaystyle i} do {\displaystyle k+1}, a poté z {\displaystyle k+1} do {\displaystyle j}, která je lepší (kratší) než ta stávající. Nejlepší cesta z {\displaystyle i} do {\displaystyle j} používající pouze vrcholy 1 až {\displaystyle k} je definována funkcí {\displaystyle nejkratsiCesta(i,j,k)}. Délka nejlepší cesty z {\displaystyle i} do {\displaystyle k+1} a poté do {\displaystyle j} je pak zřejmě součet délek nejkratší cesty z {\displaystyle i} do {\displaystyle k+1} a nejkratší cesty z {\displaystyle k+1} do {\displaystyle j}.
Funkci {\displaystyle nejkratsiCesta(i,j,k)} pak můžeme rekurzivně definovat takto:
{\displaystyle nejkratsiCesta(i,j,k)=min(nejkratsiCesta(i,j,k-1),nejkratsiCesta(i,k,k-1)+nejkratsiCesta(k,j,k-1));}
{\displaystyle nejkratsiCesta(i,j,0)=cenaHrany(i,j);}
Algoritmus nejprve spočte {\displaystyle nejkratsiCesta(i,j,0)} pro všechny dvojice i a j, poté pro všechny dvojice spočte {\displaystyle nejkratsiCesta(i,j,1)} atp. dokud nedosáhne k = N, kdy jsme našli nejkratší cesty pro všechny dvojice vrcholů {\displaystyle i} a {\displaystyle j} v grafu {\displaystyle G}. Asymptotická časová složitost algoritmu je {\displaystyle O(N^{3})}.
Při počítání k-té úrovně můžeme přepsat informace vytvořené (k – 1)-ní úrovní, což je optimalizace. Algoritmus v obou případech používá kvadratické množství paměti vůči počtu vrcholů grafu. Asymptotická paměťová složitost je tedy {\displaystyle O(N^{2})}.

## Pseudokód
```
 1 // Předpokládáme funkci 
cenaHrany
(i, j) vracející cenu hrany z i do j
 2 // (pokud hrana neexistuje, cenaHrany = nekonečno)
 3 // Dále, N je počet vrcholů a 
cenaHrany
(i, i) = 0 
 4 
 5 
int
 cesta[][]; // Dvourozměrné pole. V každém kroku algoritmu je cesta[i][j] 
 6                // nejkratší cesta z i do j použitím 1. až k-té hrany.
 7                // Všechny hrany cesta[i][j] jsou inicializovány funkcí 
 8                // 
cenaHrany
(i,j);            
 9
10 
procedure
 
FloydWarshall
 ()
11    
for
 

  

    

      

        

          

            
k

          

        

        
:=

        
1

      

    

    
{\displaystyle {\mathit {k}}:=1}

  

 
to
 

  

    

      

        

          

            
N

          

        

      

    

    
{\displaystyle {\mathit {N}}}

  

12    
begin

13       
foreach
 

  

    

      

        

          

            
(

            
i

            
,

            
j

            
)

          

        

      

    

    
{\displaystyle {\mathit {(i,j)}}}

  

 
in
 

  

    

      

        
(

        
1..

        
N

        
)

      

    

    
{\displaystyle (1..N)}

  

14       
begin

15          cesta[i][j] = min(cesta[i][j], cesta[i][k] + cesta[k][j]);
16       
end

17    
end

18 
endproc
```

## Implementace
- v Perlu je součástí modulu Graph
- v Pythonu je součástí balíku NetworkX